# XL. Panzerkorps
XXXX. Panzerkorps var en tysk pansarkår under andra världskriget.

## Slaget vid Charkov
Huvudartikel Tredje slaget vid Charkov

### Organisation

#### Befälhavare
- General der Kavallerie Georg Stumme 	(9 juli 1942 - 20 juli 1942)
- General der Panzertruppen Leo Geyr von Schweppenburg 	(20 juli 1942 - 30 sep 1942)
- Generalleutnant Gustav Fehn 	(30 sep 1942 - 13 Nnov 1942)
- Generalleutnant Heinrich Eberbach 	(14 nov 1942 - 24 nov 1942)
- Generaloberst Gotthard Heinrici 	(24 nov 1942 - 30 sep 1943)
- General der Gebirgstruppe Ferdinand Schörner 	(15 nov 1943 - 31 jan 1944)
- General der Panzertruppen Otto von Knobelsdorff 	(31 jan 1944 - 2 sep 1944)
- General der Panzertruppen Siegfried Henrici 	(2 sep 1944 - 8 maj 1945)